# Tatsunoko Production
Tatsunoko Production Co., Ltd. (яп. 日本謂名 株式会社竜の子プロダクション, кириліз.: Кабусікі-ґайся Тацуноко Пуродакусен) — японська анімаційна компанія, часто скорочена до Tatsunoko Pro (яп. 日本謂名 竜の子プロ, кириліз.: Тацуноко Пуро). Студія була заснована у 1962 році Тацуо Йошідою разом із його братами Кендзі та Тойохару (відомим за псевдонімом Іппей Курі). Назва "Tatsunoko" має подвійне значення в японській мові: "дитя дракона" (прізвисько Тацуо) та "морський дракон", що відображено у логотипі компанії у вигляді морського коника.

## Історія
З моменту створення Tatsunoko Production орієнтувалася на створення аніме для телебачення, на відміну від конкурентної студії Toei Animation, яка спочатку спеціалізувалася на повнометражних фільмах. Дебютний серіал студії, "Space Ace", вийшов у 1965 році. Згодом багато відомих фігур аніме-індустрії працювали зі студією, серед яких Хіросі Сасагава, Коїчі Машімо, Кацухіса Ямада та Хідеакі Анно.
Найуспішніші роботи Tatsunoko, такі як "Гонщик Спіді" (1967), "Gatchaman" (1972) та "Самурайські коти-піца" (1990), здобули міжнародне визнання і привернули увагу до японської анімації у світі. Хоча студія спеціалізується на пригодницьких та науково-фантастичних жанрах, вона також створює дитячі фентезійні проєкти, як-от "Minashigo Hutch" (1970), "Пригоди Піноккіо" (1972) та "Суперкнига" (1981).
У червні 2005 року компанія Takara придбала більшу частину акцій студії, і Tatsunoko стала дочірньою компанією Takara Tomy. Деякі сучасні студії мають корені в Tatsunoko. Наприклад, Production I.G спочатку була заснована як I.G Tatsunoko для роботи над аніме "Zillion".
2 червня 2010 року компанія I.G. Port (материнська компанія Production I.G) оголосила про придбання 11,2% акцій Tatsunoko. Директор Production I.G, Міцухіса Ісікава, почав працювати частково як режисер у студії.
Штаб-квартира компанії знаходиться у місті Кокубундзі, Токіо.

## Аніме-серіали

### 1960-ті роки
- Space Ace (1965)
- Гонщик Спіді (1967)
- Oraa Guzura Dado (1967)
- Dokachin the Primitive Boy (1968)
- Judo Boy (1969)
- The Genie Family (1969)

### 1970-ті роки
- Minashigo Hutch (1970)
- Pinocchio (1972)
- Science Ninja Team Gatchaman (1972)
- Time Bokan (1975)
- Yatterman (1977)

### 1980-ті роки
- The Littl' Bits (1980)
- Superbook (1981)
- Genesis Climber Mospeada (1983)
- The Super Dimension Fortress Macross (1982, створено спільно зі Studio Nue)
- Robotech (1985)
- Hikari no Densetsu (1986)

### 1990-ті роки
- Самурайські коти-піца (1990)
- Robin Hood no Daibōken (1990)
- Neon Genesis Evangelion (1995, співпраця з Gainax)

### 2000-ті роки
- The SoulTaker (2001)
- Карас (2005) — робота до 40-річчя студії
- Yatterman (2008, ремейк серіалу 1977 року)
- Casshern Sins (2008)

### 2010-ті роки
- Yozakura Quartet (2010)
- Princess Resurrection (2010)
- Sket Dance (2011)
- C (2011)
- Psycho-Pass 2 (2014)
- Transformers: Titans Return (2017-2018)
- The Price of Smiles (2019)